# Gedeo (Volk)
Die Gedeo sind eine Volksgruppe, die vorwiegend im Südwesten Äthiopiens in der Gedeo-Zone der Region der südlichen Nationen, Nationalitäten und Völker lebt. Laut der Volkszählung von 2007 leben in Äthiopien 986.977 Gedeo. Sie sprechen die Sprache Gedeo, welche zum kuschitischen Zweig der afroasiatischen Sprachen gehört.

## Geschichte
Die Geschichte der Gedeo ist eng mit der der Oromo verbunden, insbesondere den Guji-Oromo. Mit den Guji-Oromo sollen sie auch den gemeinsamen Stammesvater teilen. Das Volk der Gedeo wurde wie andere Völker Südäthiopiens auf friedliche Weise unter die Kontrolle von Menelik II. gebracht. Sie litten allerdings später unter Siedlern aus den nördlichen Regionen Äthiopiens, welche ihr Land nahmen. Der Höhepunkt der Reaktion auf die Herrschaft des Nordens war 1960, als die Bauern von Gedeo gegen die Regierung rebellierten und Hunderte von Siedlern töteten. Der Aufstand wurde jedoch durch die harte Hand der Regierung von Haile Selassie unterdrückt.
Ethnische Konflikte zwischen den Guji-Oromo und den Gedeo in der Gedeo-Zone seit 2018 führten dazu, dass Äthiopien 2018 1,4 Millionen neu vertriebenen Menschen verzeichnete.

## Kultur
Die Kultur des Gedeo zeichnet sich durch zwei Merkmale aus. Die erste ist die Baalle, eine Tradition von Rängen und Altersklassen, die dem Gada der Oromo ähnelt. Das System besteht aus sieben Klassen, die sich über einen Zeitraum von 10 Jahren erstrecken und einen 70-Jahres-Zyklus bilden. Es wird vermutet, dass die Gedeo die Praxis von den Guji-Oromo erworben haben, zu dem sie historisch eine enge Beziehung hatten. Auf der anderen Seite basiert ihre Agrarwirtschaft auf der Kultivierung von Ensete, ebenso wie ihre Nachbarn, die Sidama, deren Sprache eng mit ihrer verwandt ist.

## Religion
Die Gedeo sind zur Mehrheit Christen. Es gibt unter ihnen auch Muslime und Anhänger anderer Religionen.